# Gemblengan
Gemblengan is een bestuurslaag in het regentschap Wonosobo van de provincie Midden-Java, Indonesië. Gemblengan telt 3362 inwoners (volkstelling 2010).